# Áno Merá
 (avril 2025).
Áno Merá (grec moderne : Άνω Μερά) est un village de l’île grecque de Mykonos, dans le district régional du même nom.
Selon le recensement de 2011, la population du village compte 1 459 habitants.

## Monastère
Le monastère de Paleokastro, fondé au XVIIIe siècle, est construit sur une colline au nord du village, sur laquelle se trouve également les ruines du château de Gyzi.  